# Rapsodia española (Liszt)
Rhapsodie espagnole (Rapsodia española), S. 254, R. 90, es una composición para piano  compuesta por Franz Liszt en 1863. La pieza sugiere la música tradicional española y fue inspirada tras su gira por España y Portugal en el año 1845. Tiene una duración de entre 11 y 14 minutos y contiene muchos desafíos técnicos, incluyendo cambios rápidos de acordes y octavas. Ferruccio Busoni arregló la pieza para piano y orquesta en 1894.
Incluye variaciones libres sobre La Folía y la Jota aragonesa y comienza con una cadenza a modo de introducción, basada en el tema de la Folía.
Fue revisada a partir de una versión de 1845 publicada póstumamente como Fantasía Española (S. 253).